# AraPacis
AraPacis est un groupe de musique rock de Montréal, Québec, fondé en 2003.
Le but du groupe est de marier la musique hard rock et progressive des années 1970 au son plus moderne du prog métal, metalcore, doom metal, goth metal, etc., du XXIe siècle. A ce jour, AraPacis a sorti dix albums et 3 EP.

## Biographie
Le groupe a partagé la scène avec des groupes tels que Anvil, The Agonist, Raven, Doro, Blaze Bayley, Uli Jon Roth, etc.
En 2010, le groupe embauche un nouveau bassiste et nouveau batteur et travaille sur son troisième album Netherworld qui sort sur le label Ravenheart Music en décembre 2011 (numérique) et en format physique en février 2012.
En mars 2013, le groupe sort aussi un E.P., Déjà-vu.
Lizzie Fyre et Mathieu Roy quittent le groupe en août 2012. Victoria Fedulova et John Yates s'en vont le 15 avril 2013.
Michelle Macpherson (voix) se joint au groupe en avril 2013 et Mathieu Roy revient comme batteur invité en décembre 2013. Le groupe finit alors d'enregistrer son quatrième album A Disturbing Awakening qui sort en décembre 2014.
Le groupe commence son cinquième album System Deceive le 15 avril 2016. Sylvain Grondin (basse) s'est joint au groupe en 2016 qu'il quittera en mars 2017.
Le claviériste David Stone, ancien membre de Rainbow, rejoint le groupe en septembre 2019.
Le groupe finit d'enregistrer son sixième album Obsolete Continuum en 2017, lequel sortira en 2018. Son 2e EP Déjà Doom, sort la même année sur le label Blackhouse Records.
Le 7e album du groupe, Paradox of Denial, sort en août 2019 sur le label Blackhouse Records.
Le 3e EP, Déjà Hard, parait le 1er août 2020 également sur le label Blackhouse Records.
Le 8e album, Waterdog, sort en février 2021 également sur le label Blackhouse Records pour le physique et sur le label Bullseye Records of Canada, Inc., pour le numérique.
Le 9e album, Suburban Mist sort en avril 2023 également sur le label Blackhouse Records pour le physique et en novembre 2022 sur le label Bullseye Records of Canada, Inc., pour le numérique 
Le 10e album, Nucleus of Chaos sortira en février 2025 sur le label Bongo Beat Records pour le physique et est sorti en novembre 2024 sur le label Bullseye Records of Canada, Inc., pour le numérique   

## Membres
- Jerry Fielden : guitare, synthés, basse, voix, mandoline, batterie, programmation de batterie
- Michelle Macpherson : voix principale
- David Stone : claviers (session)
- Jean Audet : basse, voix
- Gillan Macpherson-Briggs: voix, claviers

### Anciens membres
- Shelsey Jarvis, voix principale et claviers sur So Many Leapers
- Gab Boudreault, basse et voix sur So Many Leapers
- Ray Tessier, batterie sur So Many Leapers
- Lizzie Fyre, voix principale sur Consequences of Dreams, Netherworld et Déjà-vu
- Dmitri Mak-Mak, basse sur Consequences of Dreams
- Pedro Osorio, batterie sur Consequences of Dreams
- John Yates, basse sur Déjà-vu
- Mathieu Roy, batterie sur Netherworld et Déjà-vu et invité sur A Disturbing Awakening, Obsolete Continuum, Déjà Doom et Suburban Mist
- Gwendolyne Krasnicki : alto et violon sur Paradox of Denial, Déjà Hard et Suburban Mist
- Scott Haskin: batterie sur Suburban Mist et Nucleus of Chaos

### Invités
- Regan Toews, alto sur Netherworld
- Guy LeBlanc , claviers sur Netherworld et A Disturbing Awakening
- Thomas "Thodrekr" Guevara, voix sur Déjà-vu, A Disturbing Awakening et System Deceive
- Brittany Kwasnik, voix sur A Disturbing Awakening
- Don Airey , claviers sur A Disturbing Awakening
- John Gallagher, basse sur System Deceive
- Rachael Beaver, violoncelle sur System Deceive
- J.D. Slim, guitare sur System Deceive
- Rick. L. Blues, harmonica sur System Deceive
- Dave McGregor, voix sur System Deceive
- Isanielle Enright, voix sur System Deceive
- Steph Honde , guitare sur System Deceive , Obsolete Continuum et Paradox of Denial
- Mel Leclerc, saxophone sur System Deceive et Obsolete Continuum
- Marc Retson, batterie sur System Deceive
- Philippe Mius d'Entremont, violoncelle sur Obsolete Continuum et Paradox of Denial
- Vinny Appice , batterie sur Obsolete Continuum
- Kayla Dixon, voix sur Paradox of Denial
- David Stone, claviers sur Paradox of Denial
- Gwendolyne Krasnicki, alto sur Paradox of Denial
- Mark Focarile, claviers sur Paradox of Denial
- Gillan Macpherson-Briggs, chœurs sur Paradox of Denial et Déjà Hard
- Dwane Dixon, guitare sur Paradox of Denial
- Lorrie Snyder, voix sur Paradox of Denial
- Derek Sherinian, claviers  sur Suburban Mist et Nucleus of Chaos

## Discographie

### Albums
- So Many Leapers , avril 2006 (FX Metal) ;
- Consequences of Dreams , octobre 2009 (Femme Metal Records)
- Netherworld[4] , décembre 2011 (numérique), février 2012 (disque compact) (Ravenheart Music Records)
- A Disturbing Awakening (Ravenheart Music Records), décembre 2014
- System Deceive (Note Musik), avril 2016
- Obsolete Continuum (Note Musik), mars 2018
- Paradox of Denial (Blackhouse Records), août 2019
- Waterdog (Blackhouse Records (physique) et Bullseye Records (numérique), février 2021
- Suburban Mist (Bullseye Records (numérique) 2022 et (Blackhouse Records (physique) avril 2023
- Nucleus of Chaos (Bullseye Records (numérique) 2024 et (Bongo Beat Records (physique) février 2025

### EP
- Déjà-Vu[5], EP, mars 2013
- Déjà Doom, EP (Blackhouse Records), juillet 2018
- Déjà Hard, EP (Blackhouse Records), août 2020

### Participations
- As We Storm Canada 7.1 (Storm Musician Services, 2007, pièce So Many Leapers dans la compilation);
- Ferocity and Femininity (Anthem Records NL, 2008, pièce So Many Leapers dans la compilation);
- Demonic and Divine (Femme Metal Records, 2009, pièce Death of Loneliness dans la compilation);
- As We Storm Canada 9.2 (Storm Musician Services, 2009, pièce Consequences of Dreams dans la compilation);
- World of Glass Compilation Vol. 2 (World of Glass Promotions, 2012, pièce Unbirth dans la compilation);
- Canuck Metal Vol. 2 (Heavy Metal Music Association of Canada, 2012, pièce End of the Line dans la compilation);